# 3 Doors Down (album)
Albums de 3 Doors Down
Seventeen Days
(2005) Time of My Life
(2011)
3 Doors Down est le quatrième album studio du groupe de rock américain 3 Doors Down. L'album est sorti le 20 mai 2008.
Les singles extraits de l'album furent :
- It's Not My Time, sorti le 19 février 2008
- Train, sorti le 19 mai 2008
- Let Me Be Myself, sorti le 2 décembre 2008

## Liste des titres
| No  | Titre                        | Durée |
| --- | ---------------------------- | ----- |
| 1.  | Train                        |       |
| 2.  | Citizen/Soldier              |       |
| 3.  | It's Not My Time             |       |
| 4.  | Let Me Be Myself             |       |
| 5.  | Pages                        |       |
| 6.  | It's The Only One You've Got |       |
| 7.  | Give It To Me                |       |
| 8.  | These Days                   |       |
| 9.  | Your Arms Feel Like Home     |       |
| 10. | Runaway                      |       |
| 11. | When It's Over               |       |
| 12. | She Don't Want The World     |       |

## Certifications
| Pays                  | Certification | Unités certifiées |
| --------------------- | ------------- | ----------------- |
| Allemagne (BVMI)      | Or            | 100 000           |
| Canada (Music Canada) | Or            | 40 000            |
| États-Unis (RIAA)     | Or            | 500 000           |